# Srđan Plavšić
Srđan Plavšić (srbskou cyrilicí Срђан Плавшић; * 3. prosince 1995 Novi Sad) je srbský profesionální fotbalista, který hraje na pozici křídelníka za polský klub Raków Częstochowa. Mezi lety 2016 a 2017 odehrál také 2 utkání v dresu srbské reprezentace.

## Klubová kariéra
Plavšić hrál v mládeži za FK Vojvodina Novi Sad, kvůli své výšce nedostal příležitost hrát za A-tým. Na seniorské úrovni začal hrát fotbal za klub ČSK Čelarevo (2012–2014), poté přestoupil do Spartaku Subotica. V srpnu 2015 přestoupil do srbského popředního klubu FK Crvena zvezda z Bělehradu, s nímž v sezóně 2015/16 vyhrál ligový titul.

### AC Sparta Praha
V červenci 2017 odešel za cca 1 – 1,5 milionu eur na zahraniční angažmá do českého klubu AC Sparta Praha, při transferu jej zastupoval agent Igor Gluščević, bývalý hráč pražské Sparty.
| Gól | Datum        | Soutěž (kolo)           | Zápas                                        | Skóre (minuta)   | Výsledek    |
| --- | ------------ | ----------------------- | -------------------------------------------- | ---------------- | ----------- |
| 1   | 7. 4. 2018   | 1. liga (23.)           | AC Sparta Praha – FK Dukla Praha             | 2:00(14.)        | 3:0         |
| 2   | 15. 4. 2018  | 1. liga (24.)           | FC Viktoria Plzeň – AC Sparta Praha          | 0:20(12.)        | 2:2         |
| 3   | 2. 8. 2018   | 2. předkolo EL (Odveta) | AC Sparta Praha – FK Spartak Subotica        | 2:00(66.)        | 2:1         |
| 4   | 10. 11. 2018 | 1. liga (15.)           | MFK Karviná – AC Sparta Praha                | 1:30(86.) (pen.) | 1:3         |
| 5   | 2. 4. 2019   | Pohár (Čtvrtfinále)     | FK Teplice – AC Sparta Praha                 | 0:10(75.)        | 2:3 po pen. |
| 6   | 14. 4. 2019  | 1. liga (28.)           | SK Slavia Praha – AC Sparta Praha            | 1:10(53.)        | 1:1         |
| 7   | 22. 11. 2019 | 1. liga (17.)           | AC Sparta Praha – SK Dynamo České Budějovice | 2:20(59.)        | 3:3         |

### SK Slavia Praha
Od 1. července 2021 je hráčem SK Slavia Praha, kam přestoupil přímo z pražské Sparty, kde předtím odmítl prodloužení smlouvy. Výrazněji se však neprosadil a nastoupil pouze do 39 soutěžních zápasů, v nichž jedinkrát skóroval.
Slavie s ním nadále nepočítala a hráč dostal v létě 2022 svolení hledat si nové angažmá. Po ročním hostování v Baníku Ostrava přestoupil Plavšić do polského Rakówa. Sedmadvacetiletý univerzál s úřadujícím polským mistrem podepsal tříletou smlouvu s opcí na další sezonu.

## Reprezentační kariéra
Plavšić byl členem srbských mládežnických reprezentací U20 a U21.
Zúčastnil se Mistrovství Evropy hráčů do 21 let 2017 v Polsku, kde byl srbský tým vyřazen v základní skupině B.
V seniorské reprezentaci Srbska debutoval 29. 9. 2016 v přátelském utkání v Dauhá proti týmu Kataru (prohra 0:3).